# Алькала (Колумбия)
Алькала (исп. Alcalá) — город и муниципалитет на западе Колумбии, на территории департамента Валье-дель-Каука. Входит в состав Северного субрегиона.

## История
Поселение, из которого позднее вырос город, было основано в 1791 году. Муниципалитет Алькала был выделен в отдельную административную единицу в 1919 году.

## Географическое положение

Муниципалитет Алькала

Город расположен в северной части департамента, в гористой местности Западной Кордильеры, к востоку от реки Ла-Вьеха (приток реки Каука), на расстоянии приблизительно 152 километров к северо-востоку от города Кали, административного центра департамента. Абсолютная высота — 1235 метров над уровнем моря.
Муниципалитет Алькала граничит на севере с территорией муниципалитета Ульоа, на западе — с муниципалитетом Картаго, на юге и востоке — с территорией департамента Киндио. Площадь муниципалитета составляет 63,69 км².

## Население
По данным Национального административного департамента статистики Колумбии, совокупная численность населения города и муниципалитета в 2015 году составляла 21 352 человека.
Динамика численности населения муниципалитета по годам:
| 2005   | 2006   | 2007   | 2008   | 2009   | 2010   | 2011   | 2012   | 2013   | 2014   | 2015   |
| ------ | ------ | ------ | ------ | ------ | ------ | ------ | ------ | ------ | ------ | ------ |
| 17 568 | 17 885 | 18 228 | 18 582 | 18 946 | 19 323 | 19 704 | 20 102 | 20 511 | 20 915 | 21 352 |

Согласно данным переписи 2005 года мужчины составляли 50,6 % от населения Алькалы, женщины — соответственно 49,4 %. В расовом отношении белые и метисы составляли 98,8 % от населения города; индейцы — 1,1 %; негры, мулаты и райсальцы — 0,1 %.
Уровень грамотности среди всего населения составлял 85,8 %.

## Экономика
55,3 % от общего числа городских и муниципальных предприятий составляют предприятия торговой сферы, 39,3 % — предприятия сферы обслуживания, 5,3 % — промышленные предприятия, 0,1 % — предприятия иных отраслей экономики.